# Knista socken
Knista socken i Närke ingick i Edsbergs härad, ingår sedan 1995 i Lekebergs kommun i Örebro län och motsvarar från 2016 Knista distrikt.
Socknens areal är 79,03 kvadratkilometer, varav 75,86 land. År 2000 fanns här 2 582 invånare. Tätorten Fjugesta och sockenkyrkan Knista kyrka ligger i socknen.

## Administrativ historik
Knista socken har medeltida ursprung. 1583 utbröts Möckelsbodars socken (Karlskoga).
Vid kommunreformen 1862 övergick socknens ansvar för de kyrkliga frågorna till Knista församling och för de borgerliga frågorna till Knista landskommun. Landskommunen inkorporerades 1952 i Lekebergs landskommun som 1971 uppgick i Örebro kommun för att 1995 brytas ut och uppgå i Lekebergs kommun. Församlingen utökades 2006.
1 januari 2016 inrättades distriktet Knista, med samma omfattning som församlingen hade 1999/2000.
Socknen har tillhört fögderier, tingslag och domsagor enligt vad som beskrivs i artikeln Edsbergs härad. De indelta soldaterna tillhörde Närkes regemente, Edsbergs kompani och Livregementets husarkår, Västernärke skvadron.

## Geografi
Knista socken ligger väster om Örebro med Svartån i sydost och Kilsbergen i väster. Socknen är i öster bördig slättbygd på Närkeslätten för att i Kilsbergen vara skogsbygd med höjder som i Lekhytteklint nå 280 meter över havet.

## Fornlämningar
Från järnåldern är sex gravfält, en stensättning och en domarring funna. En offerkälla är känd vid Fjugesta.

## Namnet
Namnet (1314 Knistum) kommer från kyrkbyn. Förleden kan innehålla knä syftande på någon buktning i terrängen. Efterleden är sta(d), 'ställe, plats'.

## Befolkningsutveckling
| Befolkningsutvecklingen i Knista socken 1750–1990                                                       | Befolkningsutvecklingen i Knista socken 1750–1990 | Befolkningsutvecklingen i Knista socken 1750–1990 | Befolkningsutvecklingen i Knista socken 1750–1990 | Befolkningsutvecklingen i Knista socken 1750–1990 |
| --- | ------------------------------------------------- | ------------------------------------------------- | ------------------------------------------------- | ------------------------------------------------- |
| |                                                   |                                                   |                                                   |                                                   |
| År |                                                   |                                                   | Folkmängd                                         |                                                   |
| 1750 | 1750                                              |                                                   | 1 064                                             |                                                   |
| 1760 | 1760                                              |                                                   | 1 046                                             |                                                   |
| 1769 | 1769                                              |                                                   | 1 138                                             |                                                   |
| 1790 | 1790                                              |                                                   | 1 093                                             |                                                   |
| 1810 | 1810                                              |                                                   | 1 177                                             |                                                   |
| 1820 | 1820                                              |                                                   | 1 286                                             |                                                   |
| 1830 | 1830                                              |                                                   | 1 368                                             |                                                   |
| 1840 | 1840                                              |                                                   | 1 581                                             |                                                   |
| 1850 | 1850                                              |                                                   | 1 864                                             |                                                   |
| 1860 | 1860                                              |                                                   | 1 816                                             |                                                   |
| 1870 | 1870                                              |                                                   | 1 825                                             |                                                   |
| 1880 | 1880                                              |                                                   | 1 786                                             |                                                   |
| 1890 | 1890                                              |                                                   | 1 599                                             |                                                   |
| 1900 | 1900                                              |                                                   | 1 780                                             |                                                   |
| 1910 | 1910                                              |                                                   | 2 025                                             |                                                   |
| 1920 | 1920                                              |                                                   | 1 978                                             |                                                   |
| 1930 | 1930                                              |                                                   | 1 986                                             |                                                   |
| 1940 | 1940                                              |                                                   | 2 027                                             |                                                   |
| 1950 | 1950                                              |                                                   | 1 978                                             |                                                   |
| 1960 | 1960                                              |                                                   | 1 995                                             |                                                   |
| 1970 | 1970                                              |                                                   | 2 258                                             |                                                   |
| 1980 | 1980                                              |                                                   | 2 444                                             |                                                   |
| 1990 | 1990                                              |                                                   | 2 549                                             |                                                   |
| Anm: Källor: Umeå universitet - Tabellverket 1749-1859, Demografiska databasen, CEDAR, Umeå universitet |                                                   |                                                   |                                                   |                                                   |